# NGC 701
NGC 701 ist eine aktive Balken-Spiralgalaxie vom Hubble-Typ SBc mit hoher Sternentstehungsrate im Sternbild Walfisch südlich der Ekliptik. Sie ist schätzungsweise 83 Millionen Lichtjahre von der Milchstraße entfernt und hat einen Durchmesser von etwa 65.000 Lichtjahren.  Gemeinsam mit NGC 681, PGC 6667 und IC 1738 bildet sie die PGC 6667-Gruppe.
Im selben Himmelsareal befinden sich u. a. die Galaxien NGC 681 und IC 1738.
Die Typ-IIP-Supernova SN 2004fc wurde hier beobachtet.
Das Objekt wurde am 10. Januar 1785 von dem deutsch-britischen Astronomen Wilhelm Herschel entdeckt.